# Казони I (Белуно)
Казони I (итал. Casoni I) је насеље у Италији у округу Белуно, региону Венето.
Према процени из 2011. у насељу је живело 19 становника. Насеље се налази на надморској висини од 457 м.